# AIM-26A
AIM-26A 隼（英語：AIM-26A Falcon）是美國唯一攜帶核彈的空對空飛彈，配備輕型核武彈頭增強破壞力，從AIM-4飛彈發展而來，因防空戰術策略改變，短暫服役後除役銷毀。

## 發展沿革

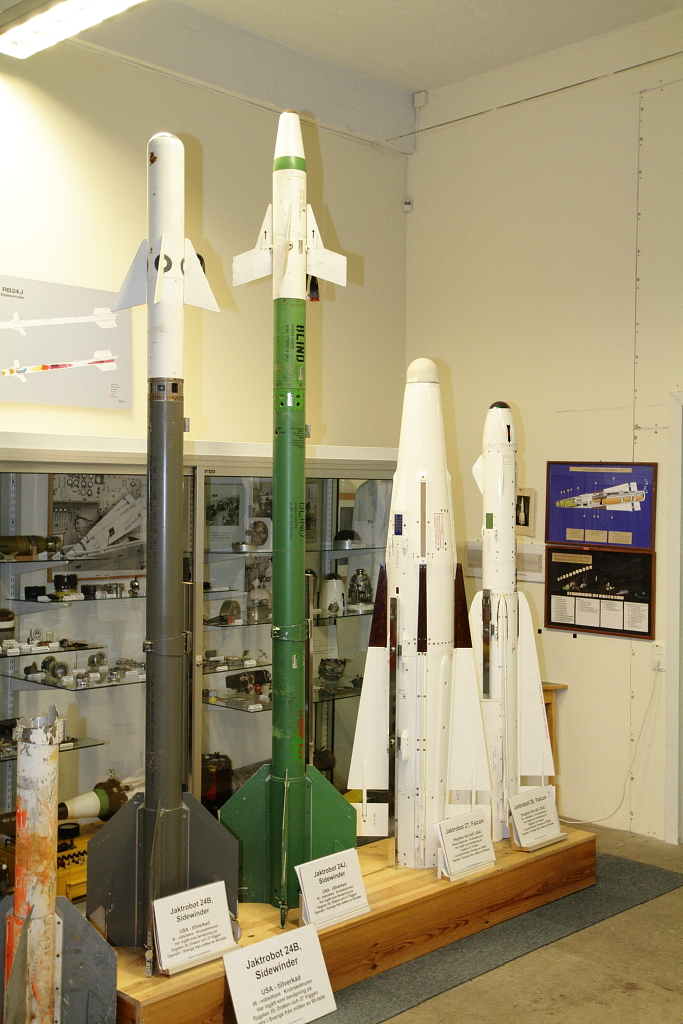
由左至右是 AIM-9B, AIM-9J, AIM-26B, AIM-4C

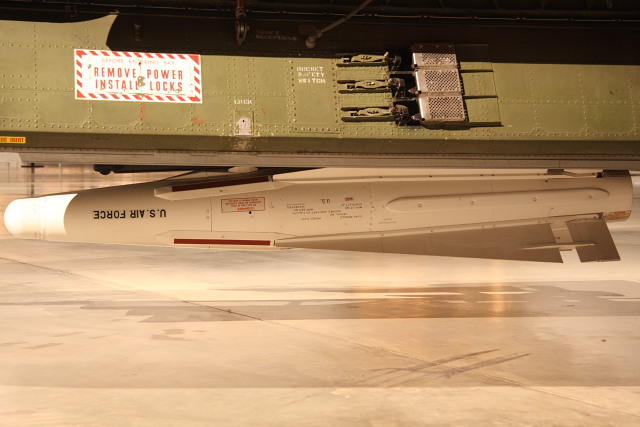
掛載在F-102的AIM-26A

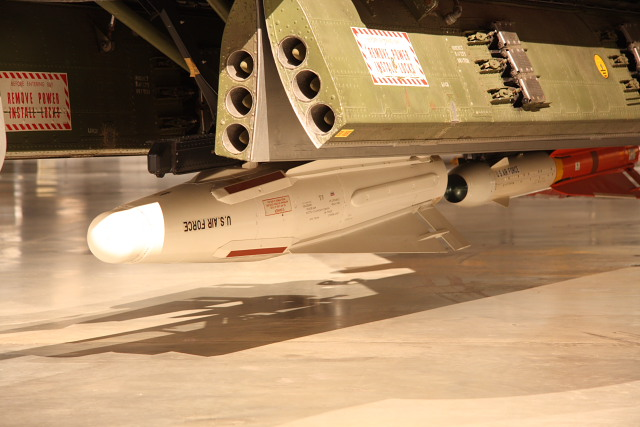
在F-102機腹武器艙前為AIM-26A，後為AIM-4G

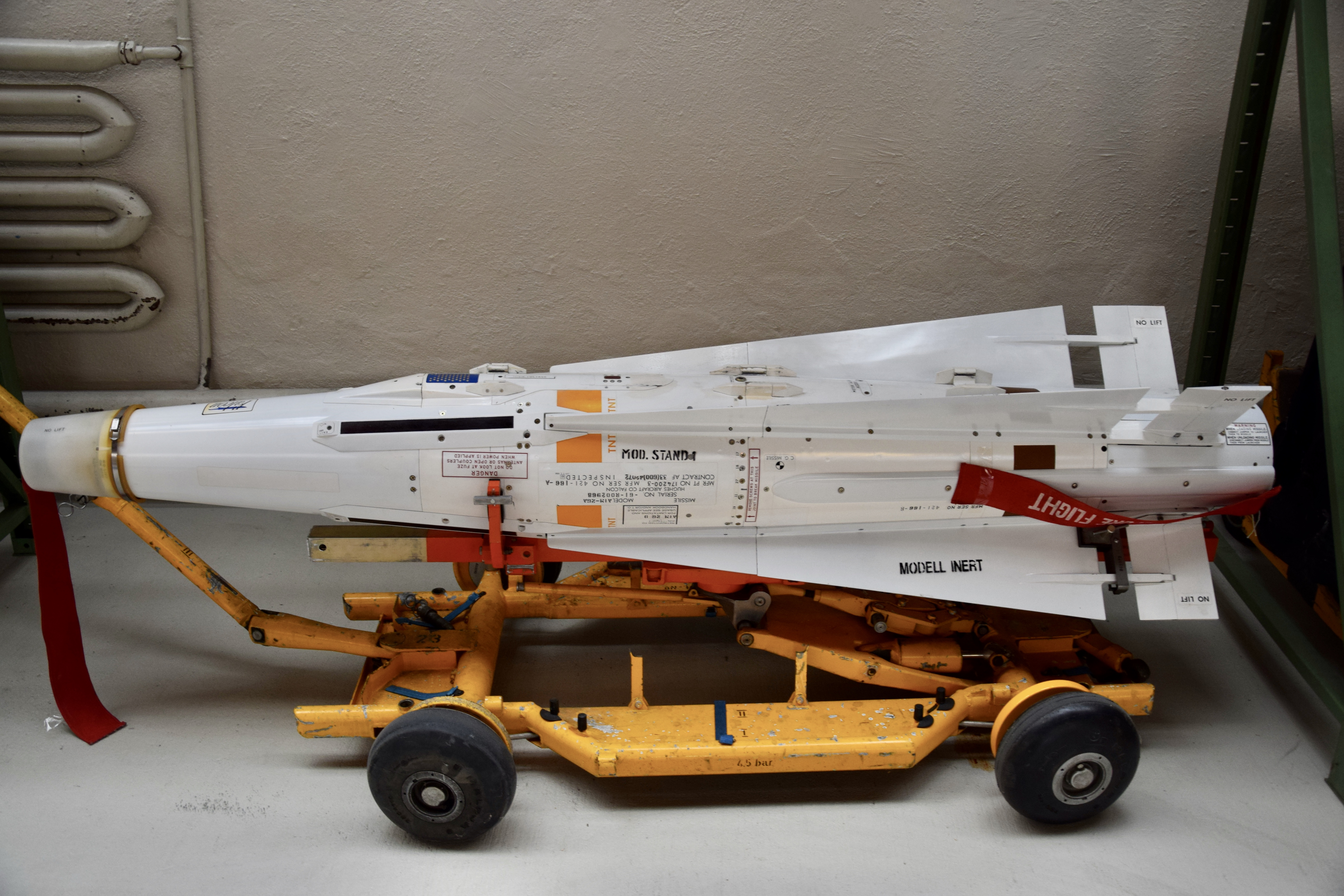
在彈藥推車上的AIM-26B

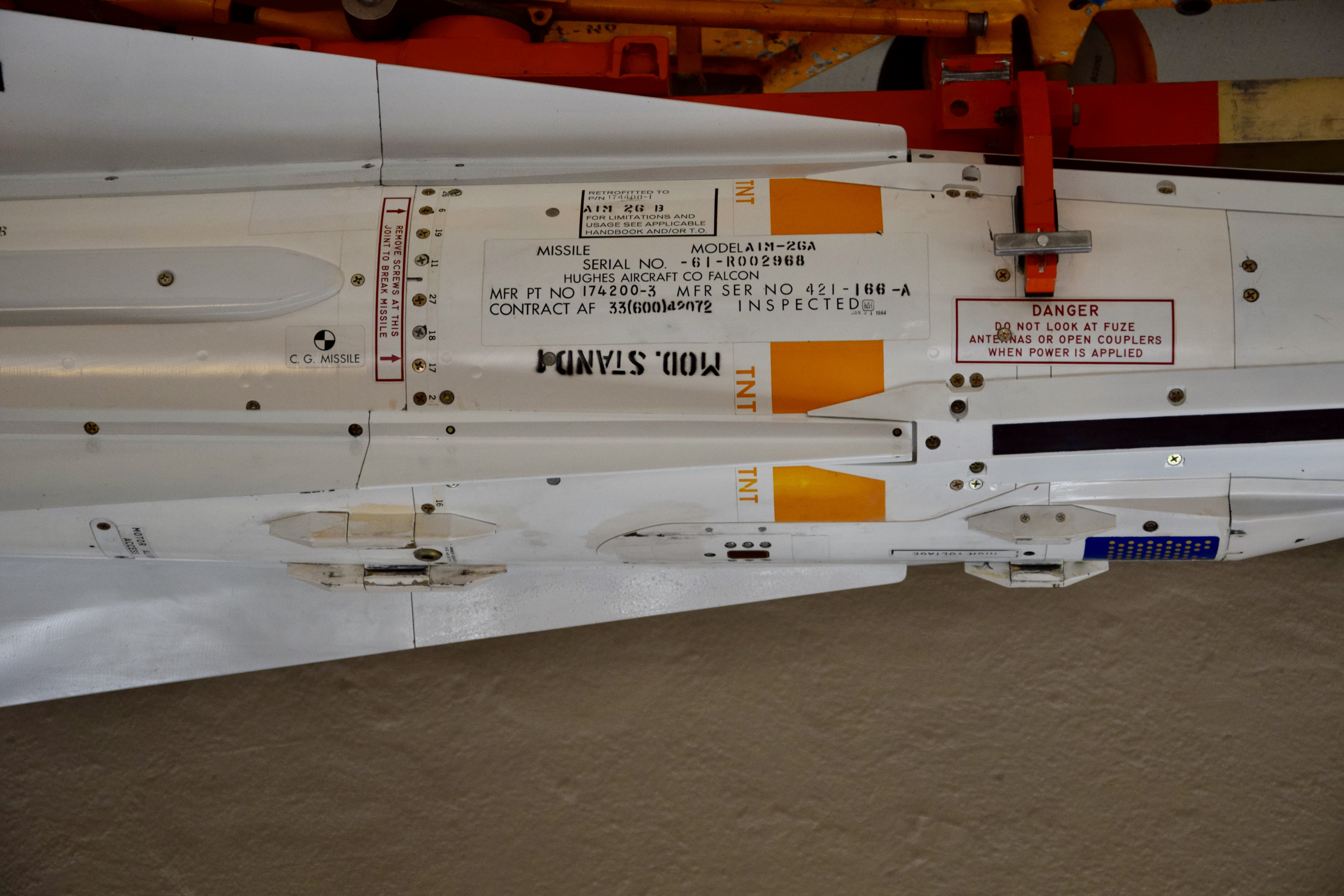
AIM-26B彈體上的型號標示說明

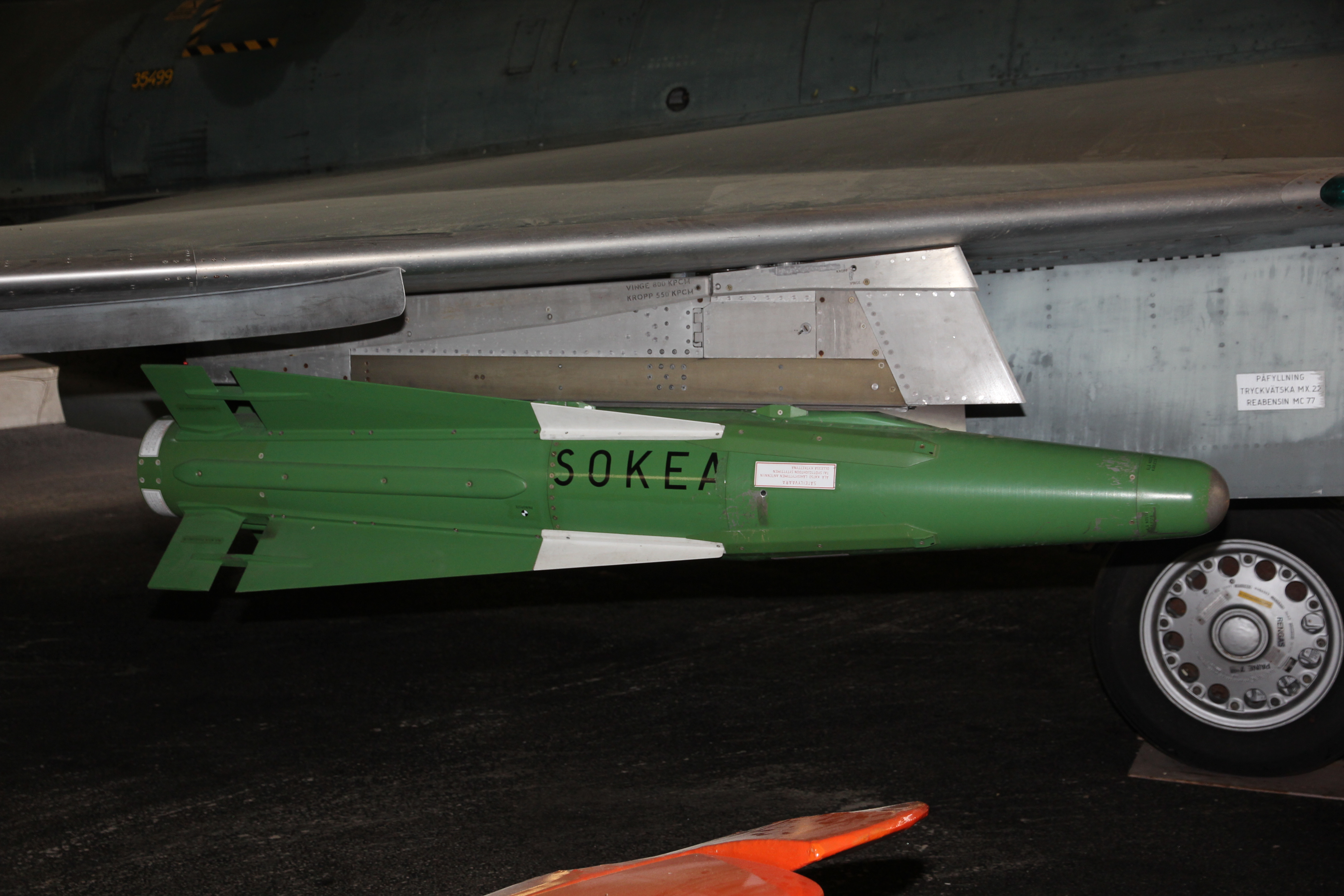
瑞典空軍J-35FS機翼下的Rb 27S

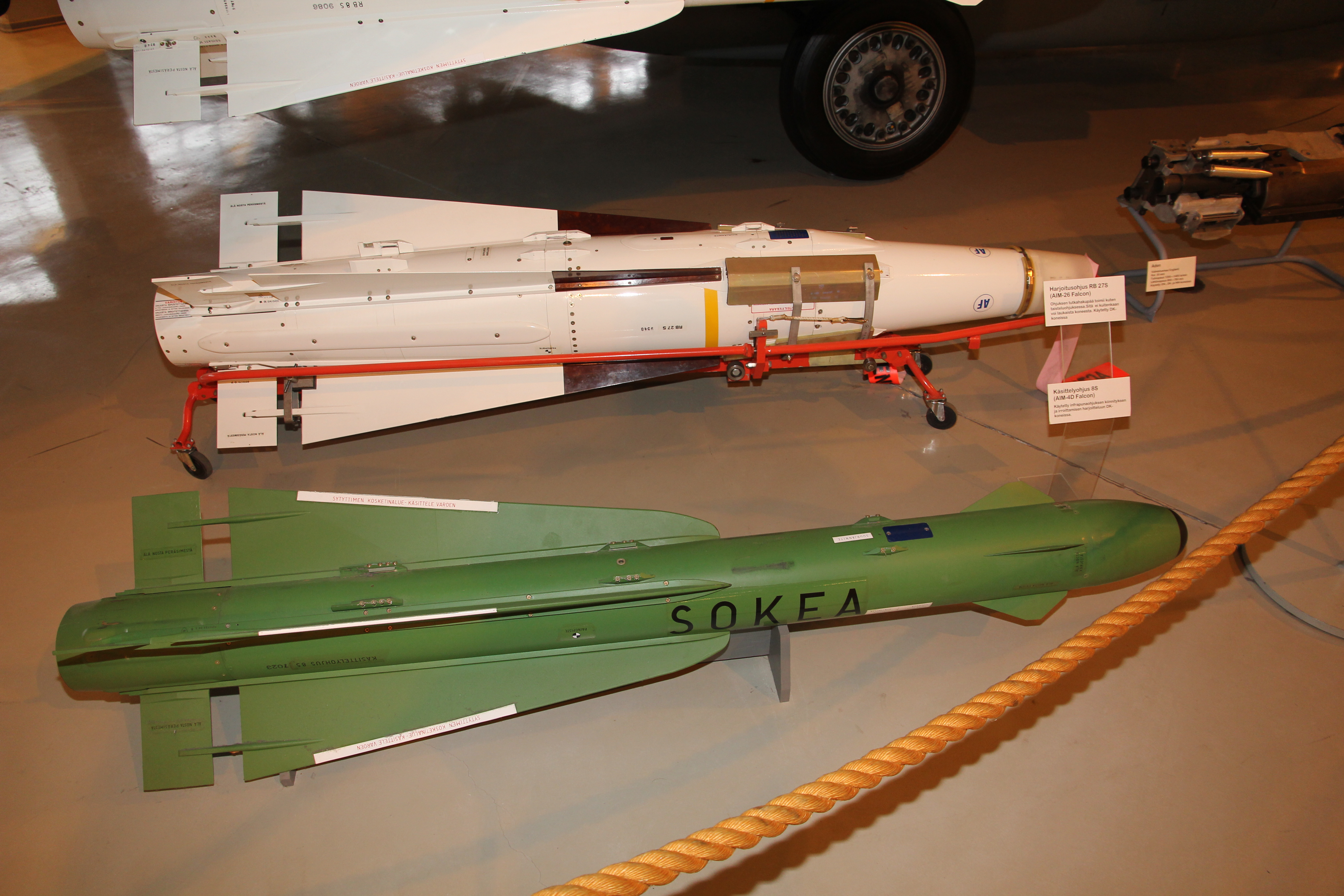
瑞典空軍的Rb 27S（白色塗裝）和Rb 28（深綠色塗裝）

《朝鮮停戰協定》生效後，美國軍方對於蘇聯擁有眾多投射核武平台可攻擊美國本土的威脅日益不安，對於TU-4、TU-16、Tu-95轟炸機可能以二戰時期轟炸機大編隊模式夾帶幾架攜帶核彈轟炸機混合編組侵入領空投擲核彈的空襲戰術，積極開發新武器新戰術。1958年6月美國境內配備核彈頭的勝利女神-力士飛彈開始服役，採用核彈頭防空飛彈迅速摧毀蘇聯戰略轟炸機編隊。在這種戰術思想規劃下，美國空軍提出機載核彈頭空對空飛彈需求供廠商競標。1956年初，休斯飛機公司競標提出以 AIM-4A為基礎，配合核彈頭體積放大尺寸的空對空飛彈。最初研發規劃有半主動雷達導引型和紅外線導引型，分別給予型號名稱為GAR-5和GAR-6，研發計劃曾在圖紙設計規劃階段時暫停，1959年重啟開發案，原先規劃型號名稱被棄用，原因是此款飛彈研製目的是從正面攻擊盡快消滅敵方戰略轟炸機編隊，當時的紅外線導引尋標器只能依靠追蹤噴射發動機的尾氣高溫排熱，必須尾隨在目標後面發射飛彈，因此放棄開發紅外線導引型號，專注開發半主動雷達導引型，型號改為GAR-11（後來的AIM-26A），為配合發射平台如F-102、F-106的彈倉，重新設計彈體。

### 命名
休斯飛機公司（Hughes Aircraft Company）研發的AIM-4、AIM-26、AIM-47的別名均為Falcon，中文翻譯為隼或獵鷹，這三種飛彈有相通設計和相似外型，在網路文章有時候被稱為休斯獵鷹系列飛彈。

## 設計
AIM-26A（GAR-11）：彈頭安裝W54型輕型核彈（核武器當量：250噸黃色炸藥），雷達近發引信和半主動雷達導引尋標器，彈體長2.14公尺，彈體直徑0.29公尺，彈重約93公斤，最大射程約8到16公里。靠近彈體中央後部有四片固定三角翼面延伸至飛彈尾部，在這四片翼面後方是四片長方型控制面，外觀近似放大版的AIM-4。

AIM-26B（GAR-11A）：彈頭裝有18.1公斤高爆破片炸藥，彈體長2.07公尺，彈體直徑0.29公尺，彈重約119公斤，雷達近發引信和半主動雷達導引，發射方式可用派龍掛架滑軌發射或派龍掛架投放發射外，其餘跟AIM-26A相同。

AIM-26B使用的半主動雷達導引尋標器在實彈驗證測試，對戰鬥機類目標命中率不高，因成本管控、戰術策略改變，沒有進行升級改進使用至退役。

## 服役歷史
AIM-26A於1961年在美國空軍防空指揮部（後更名美國空軍航太防禦指揮部）開始服役，成為F-102戰鬥機、F-106戰鬥機的主要空戰武器。因顧慮在鄰國友邦空域及美國本土使用核武器恐後患無窮，服役不久便規劃除役，最終在1972年除役。美國軍方原先計劃將除役後AIM-26A的W-54型核彈翻新改裝後命名為W-72型輕型戰術核彈（核武器當量威力約為600公噸黃色炸藥，相當於兩顆W-54型核彈）給AGM-62 鼓眼魚核武炸彈計劃型號為「Guided Weapon Mk 6」使用，該計劃最後取消。

AIM-26B在美國空軍不受歡迎，服役不到十年就除役，原因在於射程短和半主動雷達導引尋標器不可靠，美國空軍在1962年採購的AIM-7D射程可達35公里，1972年1月開始量產的AIM-7F 射程可達50公里，而且性能遠超AIM-26B，20世紀50年代後期開始服役的AIM-9響尾蛇飛彈和AIM-7麻雀飛彈都是由美國海軍主導發展計畫，首先採購投入戰場取得豐碩戰績。因美國軍種對立的緣故，美國空軍在韓戰結束後到越戰初期，不採用海軍已服役武器例如響尾蛇、麻雀飛彈、F-4幽靈II戰鬥機等，後來在美國國防部要求和實戰部隊單位反映下才採購響尾蛇飛彈和麻雀飛彈。

## 型號
- AIM-26A：核彈頭型號
- AIM-26B：高爆破片炸藥彈頭型號
- HM-55：AIM-26B軍售出口到瑞士，軍方編號為HM-55，用於瑞士空軍幻象3型戰鬥機。
- Rb 27：瑞典獲授權生產AIM-26B，瑞典軍方編號為Rb 27S（另授權生產 AIM-4C ，編號為Rb 28）配備在J 35戰鬥機 ，Rb 27S 於1990 年代初退役。

## 規格數據（GAR-11/AIM-26A）
來源：Designation System.Net
- 長度：2.14公尺
- 翼展：0.62公尺
- 直徑：0.29公尺
- 發射重量：92.1公斤
- 發動機：Thiocol M60 固體燃料火箭發動機推力：26kN（5,800磅）
- 速度：2馬赫
- 射程：8-16公里（5-10英里）
- 導引方式：半主動雷達導引
- 彈頭：W54型核彈（核武器當量：250噸TNT）

## 使用國家
- 美国
- 瑞士
- 瑞典

## 備註
1. ↑  從1963年後，GAR-11核彈型號被重命名為AIM-26A，AIM-26B（GAR-11A）是高爆破片炸藥彈頭